# Эйзенштейн, Михаил Осипович
Михаи́л О́сипович Эйзенште́йн (первоначальная фамилия Айзенштейн; 5 [17] сентября 1867, Белая Церковь, Васильковский уезд, Киевская губерния — 1 июля 1920, Берлин) — русский архитектор и гражданский инженер, один из корифеев рижского модерна, директор департамента путей сообщения Лифляндской губернской управы. Отец реформатора советского киноискусства Сергея Эйзенштейна.

## Биография
Михаил Осипович (Моисей Иосифович) Айзенштейн родился в Белой Церкви (Васильковский уезд Киевской губернии), в еврейской купеческой семье из Василькова Киевской губернии. Его отец Иось Аврумович Айзенштейн (1839—?) был сыном бердичевского купца первой гильдии, мать — Дина-Цивья Менделевна — домохозяйкой. У него были братья Александр (Аврум, 1866), Владимир (1874), Николай (1876), Дмитрий (1877) и Матвей (1880), а также сестра София (Сара, 1870). Не позднее 1880 года семья переехала в Киев, где проживала по адресу Большая Васильковская улица, дом Гольдфарта № 10, кв. 2.
В 1887 году окончил Киевское реальное училище и подал документы для поступления в петербургский Лесной институт (где уже учился его старший брат Аврум), но, передумав, перевёл их в Институт гражданских инженеров. Уже на первом курсе у него возникли затруднения с освоением геодезии и он едва не был отчислен за неудовлетворительные оценки; он был оставлен в институте после специального прошения и переведён на второй курс. Однако уже в 1890 году ему пришлось обратиться с прошением оставить его на второй год по болезни, а вскоре также о предоставлении стипендии в силу затруднительного материального положения семьи. Согласно этим прошениям, его отец, коммерсант Иосиф Айзенштейн, в это время проживал в Одессе и поддерживал сына ежемесячной помощью в 15 рублей. Во всех документах в период обучения в институте и в дипломе о его окончании со званием гражданского инженера в 1893 году фамилия будущего зодчего записана как Айзенштейн.
Закончив институт на двадцать восьмом месте из тридцати двух возможных, он наряду с званием гражданского инженера получил право на чин десятого класса по Табели о рангах. 8 июня 1893 года М. О. Айзенштейн был определён гражданским инженером при Прибалтийском управлении государственными имуществами в Риге, с годовым содержанием в 1000 рублей. Вскоре он получил новое назначение — на пост председателя отдела путей сообщения и работал в учреждении городской управы. В 1894 году он был призван в армию и служил во 2-й батарее 29-й артиллерийской бригады, уволен в запас в звании фейерверкера полевой пешей артиллерии, а в 1895 году ему было присвоено звание прапорщика. Призывался также в 1896 и 1903 годах, служил в Красном Селе в 23-й и 37-й артиллерийских бригадах.

Когда М. О. Айзенштейн сменил фамилию на Эйзенштейн точно неизвестно, но известно, что его брат Николай обратился в Департамент Герольдии с прошением сменить фамилию на Эйзенштейн в 1899 году и это прошение было удовлетворено лишь в 1910 году. Впервые под фамилией Эйзенштейн Михаил Осипович фигурирует в 1902 году в списке лиц, окончивших курс Санкт-Петербургского археологического института, где он проходил обучение в 1900—1902 годах. 

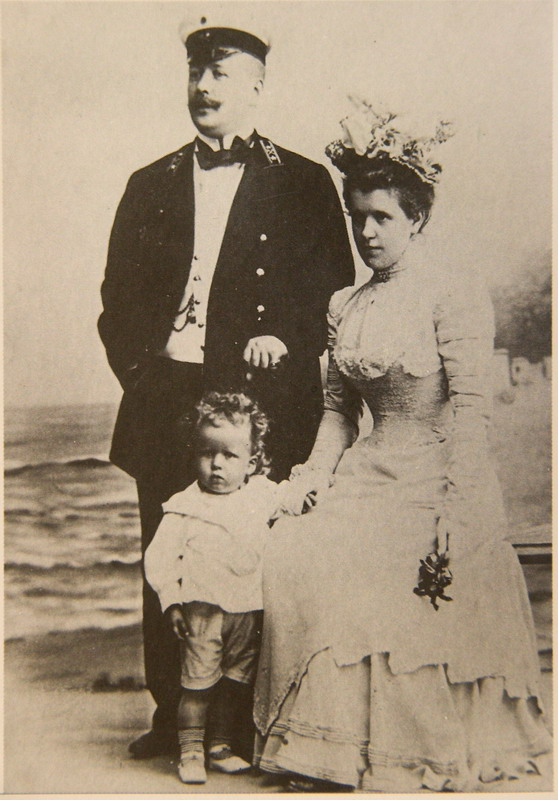
Михаил Эйзенштейн с женой и сыном Сергеем (1900 год)

В 1894 году получил чин коллежского секретаря, в 1896 году — титулярного советника, в 1899 году — коллежского асессора, в 1903 году — надворного советника, в 1907 году — коллежского советника, в 1910 году — статского советника, и в 1915 году — действительного статского советника. 6 июня 1915 года М. О. Эйзенштейн подал прошение на предоставление потомственного дворянства; это прошение было удовлетворено 6 июня 1916 года и соответствующие свидетельства о потомственном дворянстве для М. О. Эйзенштейна и его сына Сергея были выданы на руки первому 2 января 1917 года, когда он жил в Юрьеве.
Архитектура являлась его частным хобби и, предаваясь своему увлечению, Эйзенштейн в первые десять лет двадцатого века спроектировал, по различным данным, от 15 до 53 домов в пределах Риги, большая часть которых располагается в центральном районе города (улицы Альберта, Стрелниеку, Элизабетес), в котором располагались преимущественно доходные дома. Эти здания являлись таковыми и по архитектурной планировке, которая была разработана в 30-е года позапрошлого века создателями городских ансамблей Европы, и по принципу функционирования (квартиры группировались вокруг коридоров-галерей по периметру лестничных клеток и сдавались домовладельцами в наём, поэтому их называют и съёмными). Необходимость в строительстве таких домов появилось в Риге на рубеже веков в связи с возрастающей численностью населения, испытывавшего нужду в жилье. Весь исторический центр Риги заполнен домами подобного типа со схожими архитектурными особенностями в плане планировки и отделки фасадов.

### Семья и дом

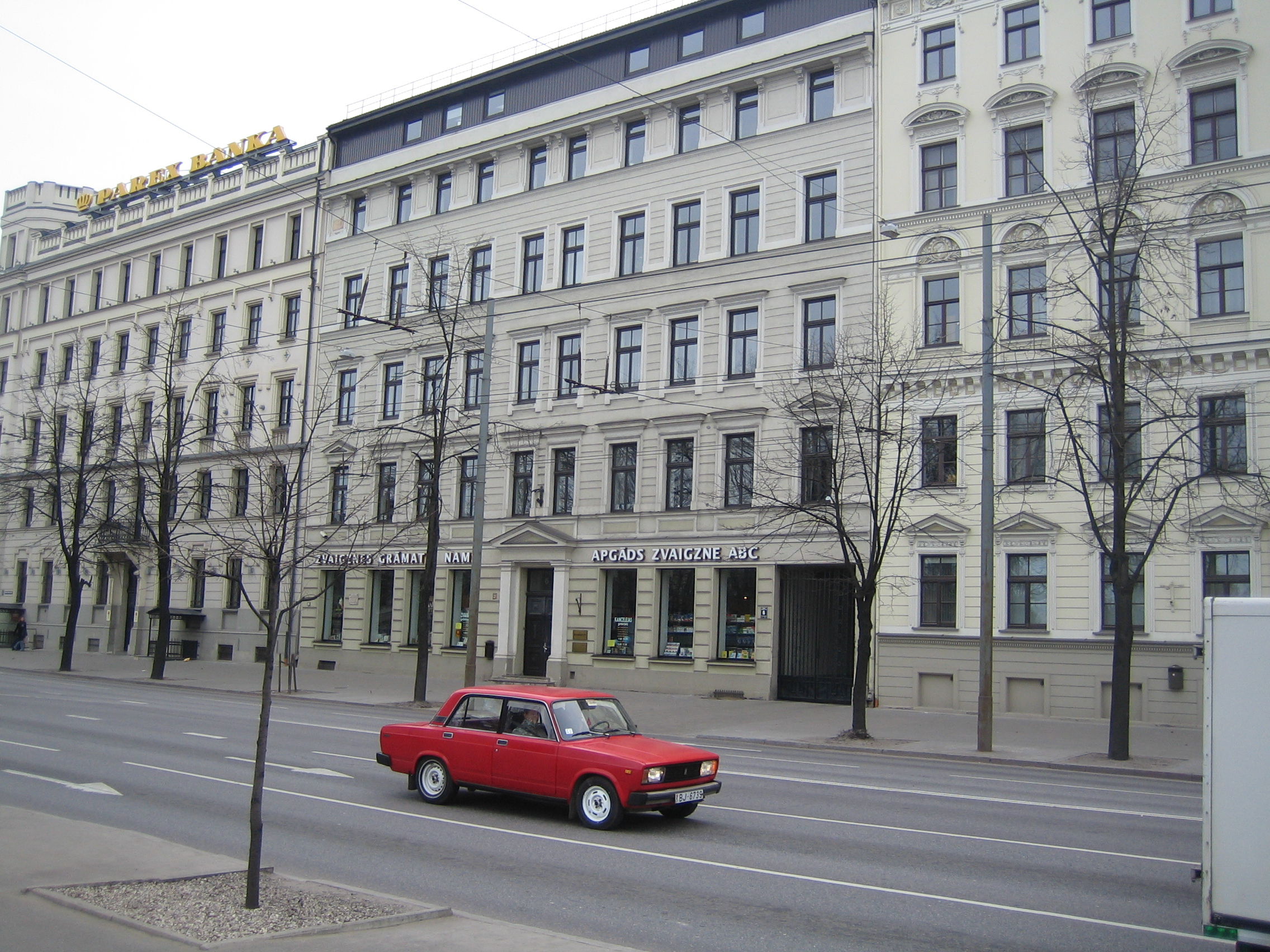
Дом, в котором жил Михаил Эйзенштейн с семьёй

Что касается матримониальных отношений инженера-строителя, перед которым в столице Лифляндии открылись манящие перспективы головокружительного карьерного роста, то его выбор пал на дочь зажиточного петербургского купца 1-й гильдии Юлию Ивановну Конецкую, которая принесла с собой богатое приданое, однако сложно назвать этот брак браком по расчёту, несмотря на то, что после 1898 года (время рождения Сергея) их отношения начали понемногу портиться. Возможно, на этот факт повлияли «идейные» расхождения в методах воспитания единственного ребёнка.
Предки жены Эйзенштейна были выходцами из Архангельска и принадлежали к известной купеческой фамилии. Тесть Эйзенштейна, Иван Иванович Конецкий, был одним из самых успешных представителей этой торговой династии. Им было основано товарищество пароходства и судоходства, названное его именем. После его смерти в 1889 году капитал был унаследован вдовой Конецкого, а уже после неё, в 1905, компания перешла к племяннику и сыновьям магната. Племянник, Иван Григорьевич, в 1913 году стал членом правления солидной финансовой структуры — Петербургского общества взаимного кредита.
Дом, в котором проживал Эйзенштейн со своей семьёй, находился на Николаевском бульваре, напротив здания Немецкого стрелкового общества с парковым комплексом (ныне парк Кронвалда). Теперь на месте штаб-квартиры остзейских стрелков — центр культуры, известный как Дом конгрессов. Точный адрес семьи Эйзенштейнов — улица Николаевская (сегодня: улица Кришьяня Валдемара), дом 6, квартира 7. На этом доме установлена мемориальная доска, извещающая о том, что в этом доме родился и проживал Сергей Эйзенштейн.

### Личность архитектора

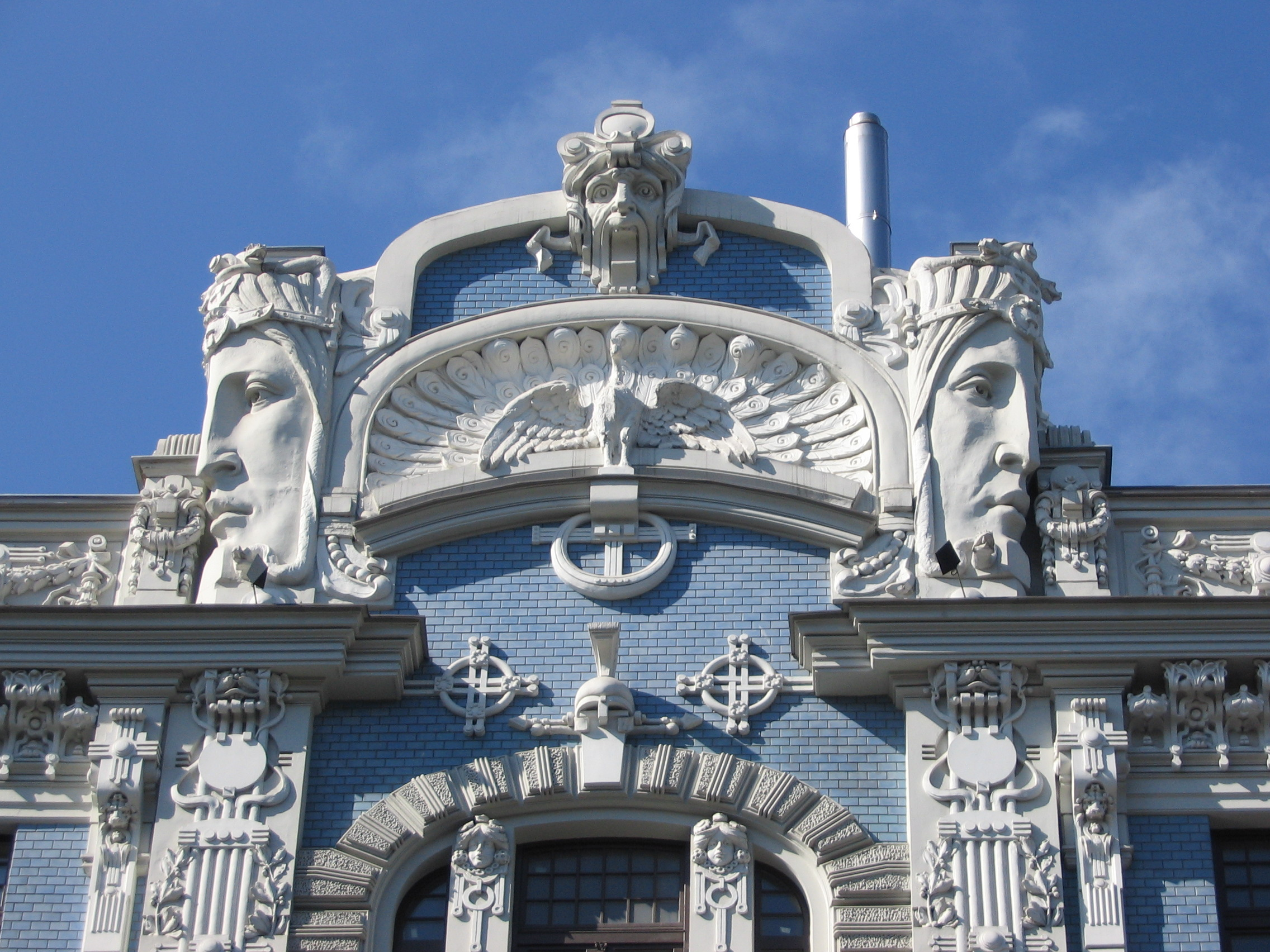
Фронтон, ул. Элизабетес, 10б

Личность инженера-зодчего поросла загадками и противоречиями, во многом благодаря воспоминаниям, оставленным сыном-кинорежиссёром, которые не лишены определённой доли сыновней субъективности. Точно известно, что архитектор безупречно владел иностранными языками, а именно: немецким и французским, слыл одним из самых заядлых театралов своего круга, был без ума от оперы, в частности, от прелестных исполнительниц арий. Многие дотошные журналисты его эпохи угадывали в женских маскаронах, которым Эйзенштейн уделял огромное внимание при проектировании фасадов, лица популярных оперных певиц, как местных, так и тех, которые гастролировали по прибалтийским губерниям из европейских театров. В его квартире часто происходили посиделки с участием депутатов Рижской думы, здание которой располагалось в непосредственной близости, таким образом, Эйзенштейн находился на короткой ноге со многими административными функционерами городского муниципалитета, а также с крупными предпринимателями. Деятели искусства также часто приглашались на вечерние посиделки с участием папы, мамы и не по годам рассудительного сына. О педантичности и меркантилизме Эйзенштейна-старшего до сих пор ходят непрекращающиеся слухи.

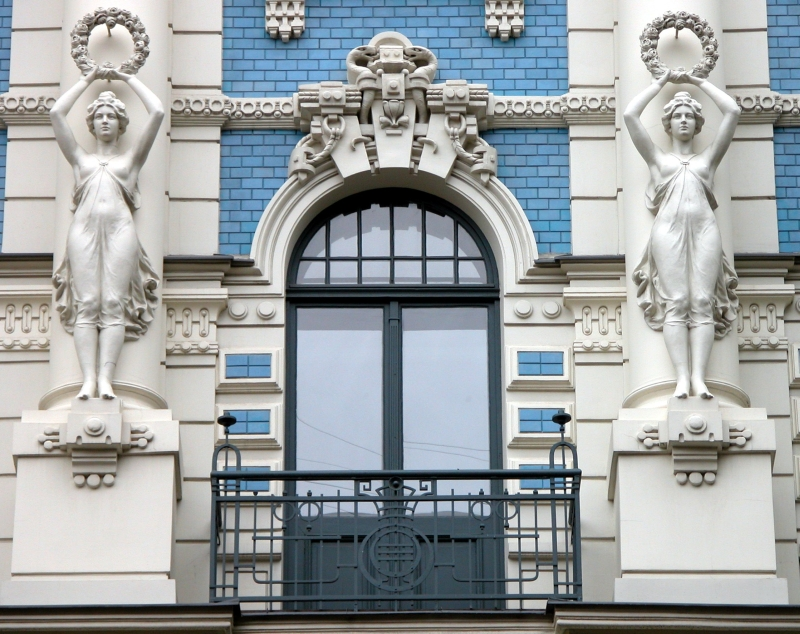

Существует свидетельства очевидцев о том, что Эйзенштейн собрал коллекцию из 40 пар парадных туфель «на все случаи жизни», также внушает уважение масштабный подход к личному гардеробу. Архитектор стяжал себе славу домашнего тирана, якобы регламентировавшего внешнюю и внутреннюю жизнь своей небольшой семьи с учётом самых, казалось бы, незначительных новостей. Во всяком случае, в разговорах современников он представал под флёром некоей высокой инфернальности. В то же время, по их же отзывам, он был мягким, вдумчивым, даже деликатным собеседником, которому никогда не изменяло врождённое чувство такта. Трудно упрекать его в сознательном карьеризме, однако неоспоримо то, что в 1915 году Эйзенштейн удостоился весьма почётного чина действительного статского советника, что равнялось генеральскому званию (генерал-майор) и давало право потомственного дворянства детям.

### Дальнейшая судьба

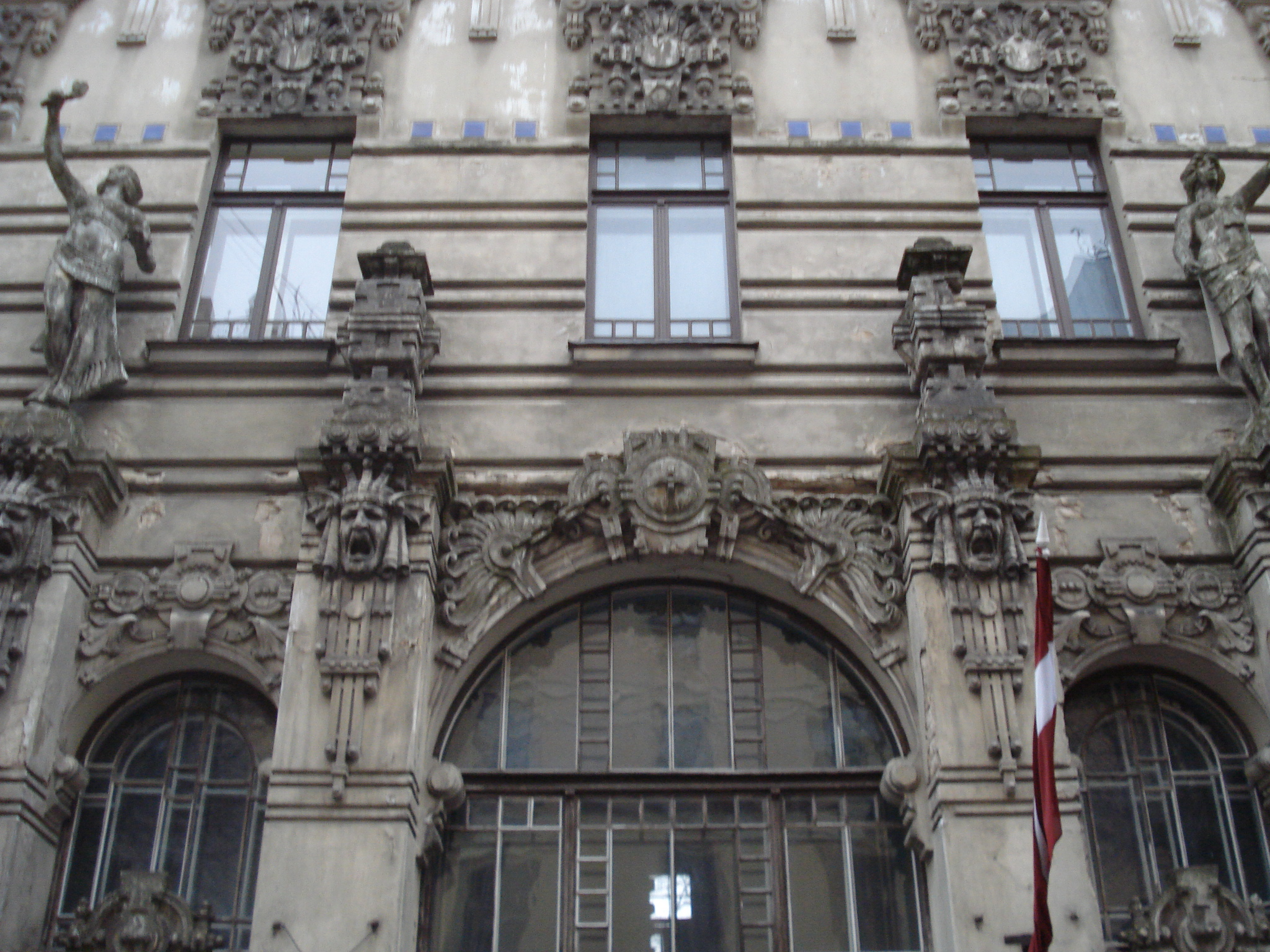
Фасад дома, ул. Альберта, 2а

В 1909 году последовал разрыв отношений с Юлией Конецкой, который казался неизбежным. Сергей Эйзенштейн в это время окончил Рижское реальное училище и отправился в Санкт-Петербург для продолжения обучения. Перед ним маячила стезя гражданского инженера, однако судьба определила по-своему. С началом военных действий (Первая мировая война), Сергей Эйзенштейн добровольцем отправляется на фронт и практически перестаёт поддерживать отношения с отцом.
Михаил Осипович Эйзенштейн, действительный статский советник, городовой архитектор г. Юрьева, возведён в потомственное дворянское достоинство Российской империи в 1916 г. Михаил Эйзенштейн, категорически отказывавшийся принимать Октябрьскую революцию, эмигрировал в Берлин, где женился второй раз на владелице пансионата для престарелых и малоимущих Елизавете Карловне Михельсон, с которой и прожил остаток дней. Скончался 1 июля (18 июня) 1920 года в возрасте 53 лет. Похоронен в Берлине на Русском православном кладбище Тегель в первом ряду шестого квартала под типовым надгробием (центральная часть кладбища). Могила внесена в "Перечень находящихся за рубежом мест погребения, имеющих для Российской Федерации историко-мемориальное значение". 
Михаил Эйзенштейн был награждён орденами св. Анны 2-й и 3-й степени, св. Станислава 2-й и 3-й степени, другими наградами.

## Семья
- Брат — Александр Николаевич (Аврум Иосифович) Айзенштейн (15 июля 1866, Белая Церковь — ?)[13], окончил петербургский Лесной институт. 27 сентября 1891 года перешёл из иудаизма в православие, приняв имя Александр (в честь святого благоверного князя Александра Невского) и отчество Николаевич в честь восприемника — титулярного советника Николая Симеоновоча Шафранова[2]. В 1893 году он был назначен учёным лесоводом II разряда в Сарапульское лесничество Вятского управления государственными имуществами.
- Сестра — Софья (Сара, 18 июля 1870, Белая Церковь — ?)[14], жила с отцом в Одессе.
- Брат — Николай Осипович Эйзенштейн (30 января 1876, Белая Церковь — ?), принял православие (1899) и сменил фамилию на Эйзенштейн в 1910 году, служил судебным следователем в Пскове, титулярный советник. Его сын, военнослужащий Сергей Николаевич Эйзенштейн (1912, Псков — 1942), был репрессирован, осуждён военным трибуналом и расстрелян 24 февраля 1942 года[15][16].
- Брат — Дмитрий Осипович Айзенштейн (1877, Белая Церковь — 28 декабря 1904 года (10 января 1905), у деревни Чольбу, близ г. Хонвон, Корея), хорунжий 9-го Сибирского казачьего полка, погиб на Русско-японской войне[17][18][19].
- Брат — Матвей (14 июня 1880, Киев — ?)[7].

## Архитектурные проекты

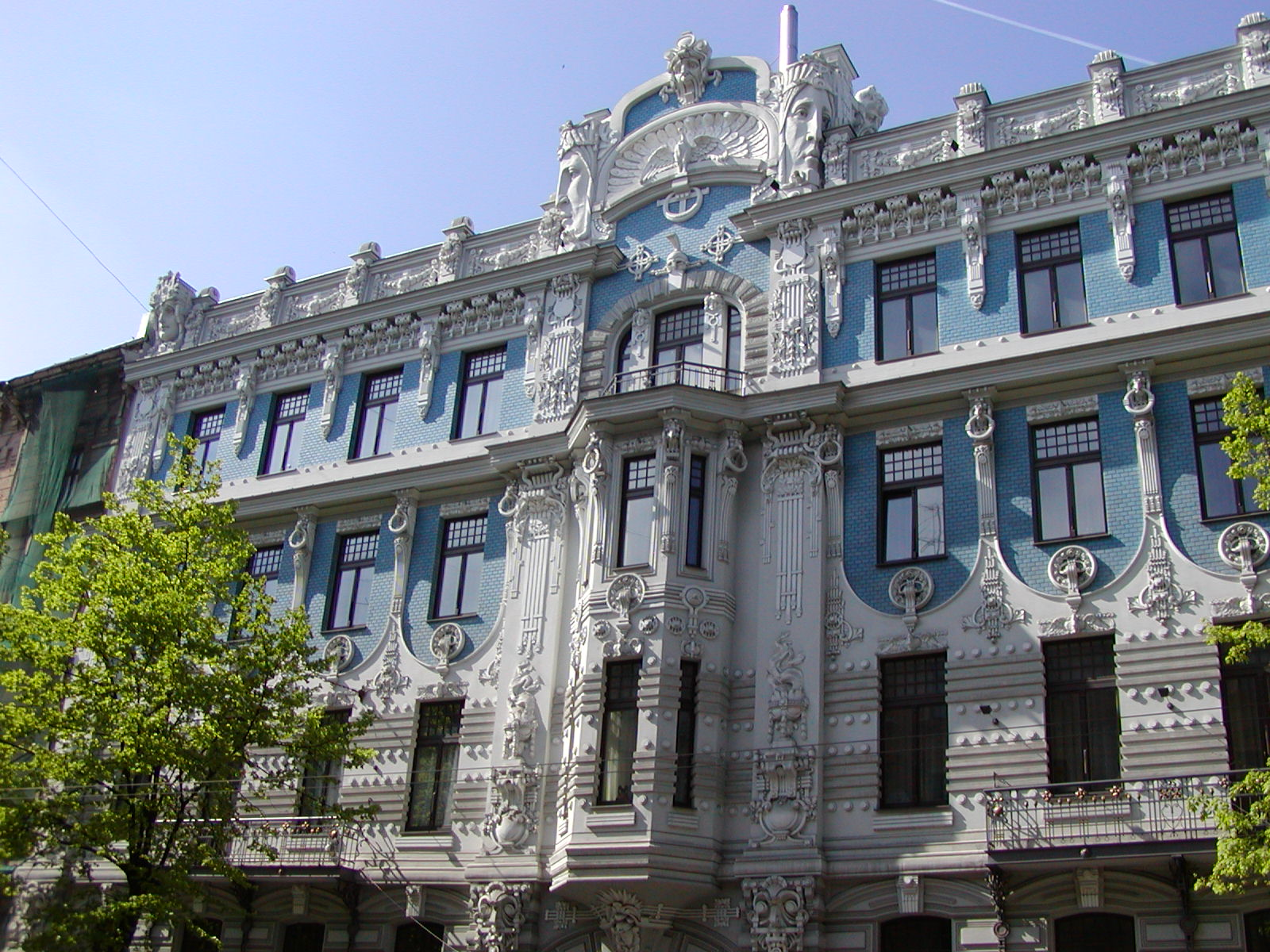
Дом на улице Элизабетес, 10b

Наиболее значительные сооружения Эйзенштейна, которые обычно демонстрируются туристам — три здания по Елизаветинской улице (ныне Элизабетес) под номерами 10а, 10б и 33 (угол улицы Антонияс).
О доме на Елизаветинской 10б, признанном современными исследователями творческого наследия рижского мастера визитной карточкой столичного модерна, Сергеем Эйзенштейном было замечено буквально следующее: «Папа — растягивавший человеческие профили на высоту полутора этажей в отделке углов зданий. Вытягивавший руки женщин, сделанных из железа водосточных труб, под прямым углом к зданию и с золотыми кольцами в руках. Как интересно стекали дождевые воды по их жестяным промежностям». Кстати, лица предполагаемой «Евы» или некой оперной дивы, как предполагали скрупулёзные комментаторы, достигают 4,3 метров в длину. А что касается «железных» дев, то они были безжалостно ликвидированы партийными функционерами из департамента культуры в советский период, как утверждает непроверенная легенда, с молчаливого согласия сына. Другая версия гласит, что скульптурные женские композиции были низринуты во время сильного шторма при откровенно загадочных обстоятельствах.

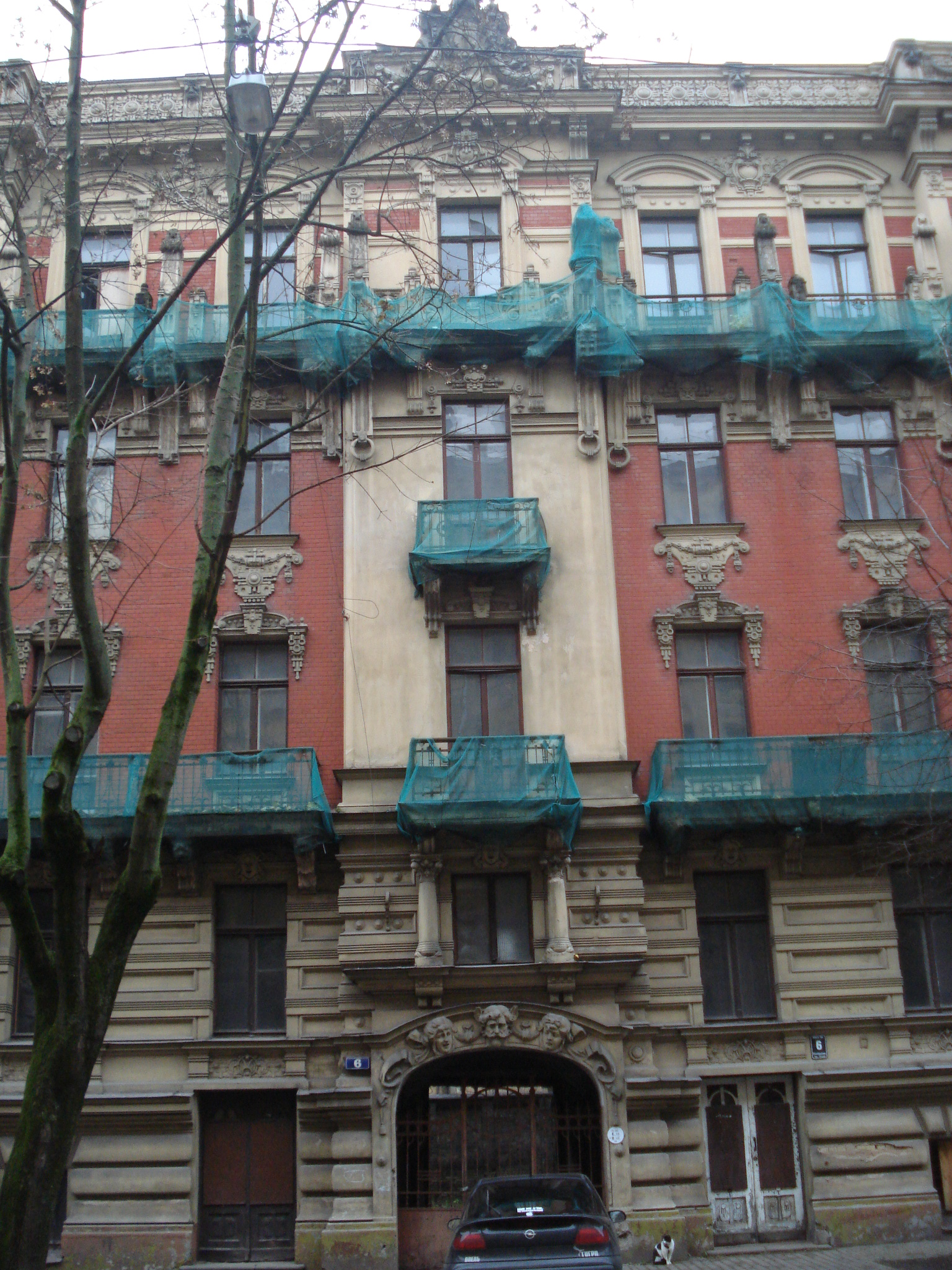
Улица Альберта, дом 6

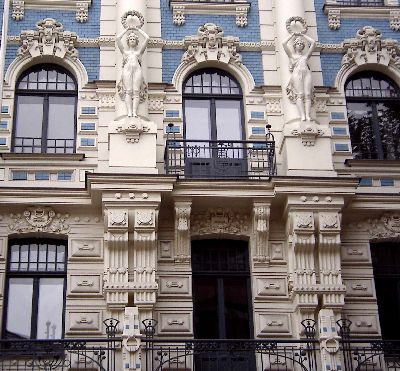
Деталь фасада дома на ул. Стрелниеку, 4

В основном доходные дома, спроектированные Эйзенштейном, принадлежали людям с репутацией проверенных бизнесменов: Богуславский, Лебединский, Ильишевский, Лубе. Известный статский советник Лебединский был сказочно богат, часто бывал в гостях у Эйзенштейна и являлся его постоянным клиентом. Другие строения: пять домов с нечётной стороны улицы Альберта (2, 2а, 4, 6, 8) (рациональный модерн).
О доме на улице Альберта, 2а можно сказать, что скульптурные изображения двух колоритных сфинксов, обрамляющие входы, некогда были зарисованы очень маленьким Сергеем Эйзенштейном. Впоследствии, став взрослым, он побывал в Алупке, где его внимание не могли не привлечь изображения крылатых львов. В своём известном фильме «Броненосец „Потёмкин“» он использовал «крылатые» скульптурные мотивы, органично вкрапив их в панораму действия на одесской лестнице. Этот дом примечателен ещё и тем, что в нём прожил свои детские годы основоположник нового философского направления Исайя Берлин, родившийся в Риге. Об этом гласит мемориальная доска на здании.
Также его архитектурному перу принадлежит угловое здание по улице Альберта, 13 и здание на улице Стрелков, где ныне располагается Высшая школа юриспруденции. Эти здания как будто выполнены в стиле декоративного модерна, однако их не могла не затронуть инженерная составляющая творчества Эйзенштейна. О доме, отреставрированном меценатом Евгением Гомбергом, Эйзенштейн-младший высказывался в следующем ключе: «Папа — победно взвивавший в небо хвосты штукатурных львов — lions de plâtre, нагромождаемых на верха домов».
Необычный декор Эйзенштейна, условно именуемый знатоками направления модерна как «туловище угря», «удар кнута», «женские подвязки», был адаптирован им в оригинальной манере. Ансамбль строений Эйзенштейна предстаёт энциклопедией городского быта среднего слоя населения Риги. Также по нему чрезвычайно ярко можно прочесть мировоззрение автора. Парадоксально, однако почему-то в первую очередь, начиная разговор о развитии и распространении модерна в Риге, упоминают имя Михаила Осиповича Эйзенштейна, в то время как существует большое количество архитекторов, построивших на порядок больше домов. Возможно, определённым образом оказывает влияние уровень раскрутки, но вопреки этому фактору нельзя не признать таланта мастера, благодаря которому Рига по праву может считаться одной из метрополий архитектурного модерна в Европе.